# 콕스둥근잎박쥐
콕스둥근잎박쥐(Hipposideros coxi)는 잎코박쥐과에 속하는 박쥐의 일종이다. 말레이시아의 토착종이다.

## 특징
보통 크기의 박쥐로 전완장이 53~55mm이고 몸무게는 최대 10g이다. 몸 색깔은 대체로 짙은 갈색이다. 귀가 상당히 크고 삼각형 형태를 띤다.

## 생태
먹이는 곤충이다.

## 분포 및 서식지
말레이시아 보르네오섬 사라왁주의 남서부 지역 펜리산 지역에서만 알려져 있다. 해발 약 1,280m 부근에서 서식한다.